# Doddahejjaji, Dod Ballapur
Doddahejjaji là một làng thuộc tehsil Dod Ballapur, huyện Bangalore Rural, bang Karnataka, Ấn Độ.